# Ив Жиро-Кабанто
Ив Жеро-Кабанто (на френски: Yves Giraud Cabantous) е бивш пилот от Формула 1.
Роден на 8 октомври 1904 година в Сейнт Гауденс, Франция.

## Формула 1
Ив Жеро-Кабанто прави своя дебют във Формула 1 в Голямата награда на Великобритания през 1950 година. В световния шампионат записва 13 състезания като записва и 5 точки. Състезава се с отборите на Талбот-Лаго и Хершъм анд Уолтън Моторс.